# Ludu mój, ludu
Ludu, mój ludu – improperium śpiewane w Kościołach chrześcijańskich podczas liturgii Wielkiego Piątku. Sam tekst łaciński powstał jeszcze w VIII wieku, melodia tej pieśni może pochodzić z czasów renesansu.
Słowami "Ludu, mój ludu" rozpoczyna się skarga, znajdująca się w Księdze Proroka Micheasza (Mi 6, 3).